# رجل الحيض
رجل الحيض هو فيلم وثائقي لأميت فيرماني صدر عام 2013. يروي هذا الفيلم حكاية اروناتشالام موروجانانثام رائد أعمال اجتماعي ومخترع هندي، لديه ماكينات تتيح للريفيات تصنيع فوط صحية منخفضة التكلفة لمجتمعاتهن. تم عرضه لأول مرة في مهرجان الأفلام الوثائقية بشكل كامل في عام 2013 وتم التصويت له ليكون من أكثر عشرة أفلام مفضلة لدى الجمهور في مهرجاني Hot Docs وIDFA للسنة عينها. رُشِح الفيلم كأفضل فيلم وثائقي في حفل توزيع جوائز أفلام شاشة آسيا والمحيط الهادئ.

## الإنتاج
قرأ فيرماني لأول مرة عن موروجانانثام في ديسمبر 2011 وأصبح على التو منجذبًا لحكايته لأنها «سارت كأحداث فيلم بوليوودي». تواصل مع موروجانانثام وبدأ التصوير في يناير 2012؛ حيث رافق المخترع حول الهند طوال الخمسة أشهر التالية. في يونيو 2012 أمَّن فيرماني ومنتجه المساعد سي كوي لوان تمويل تصوير إعادة التمثيل واستكمال مرحلة ما بعد الإنتاج للفيلم من هيئة تطوير الوسائط السنغافورية. استخرج أيضًا فيرماني ترخيصًا لاستخدام لقطات من أفلام بوليوود ليستخدمها في الفيلم.

## الاستقبال
تلقى «رجل الحيض» ملاحظاتٍ إيجابية. في كتابها NOW أشارت المؤلفة والناشطة النسوية الكندية سوزان ج. كول إلى الإعداد الذكي وراء الفيلم، مضيفة أنه «من المنطقي بالنهاية أن تكون قد توصلت إلى أن موروجانانثام والمعلمين الذكور الذين عَمِلَ معهم هم نسويون فخريون.»   
قَيِّم جون لوي من The Straits Times الفيلم بأربعة نجوم ونصف، مشيرًا إلى أن الفيلم يتجنب أن يكون «مواجهًا لليبرالية بكل جدية» باستخدامه لمقاطع بوليوودية قديمة وبفضل بطل عمله ذو الكاريزما. أطلق توم روستون كاتب العمود في PBS POVعلى الفيلم أنه أعظم اكتشافاته في حفل Hot Docs عام 2013، واصفًا الفيلم بأنه «قصة جذابة ومرحة ومؤثرة عن مدى قوة ما يمكن لرجل عادي واحد تحقيقه»، على الرغم من ذلك شعر بأن عنوان الفيلم قد يُنَفِّر الجماهير من مشاهدته؛ وأن رفض فيرماني لتغيير عنوان الفيلم قد يحول دون نجاح الفيلم. دافع فيرماني عن قراره، مُقِرًا أن خجل الناس من التحدث عن الحيض كان جزءًا كبيرًا من مشكلة نظافة النساء الشخصية في الريف الهندي. «إذا أنا قمت بتغيير العنوان لأنه من الممكن ألا يشاهد المتعلمون الفيلم، فأنا إذًا منافق.. أُصبح جزءًا من المشكلة.»

## روابط خارجية
- رجل الحيض على موقع IMDb (الإنجليزية)
- رجل الحيض على موقع قاعدة بيانات الفيلم (الإنجليزية)
- رجل الحيض على موقع ليتربوكسد (الإنجليزية)